# Péter Szabó (Handballspieler)
Péter Szabó (* 7. Oktober 1979) ist ein ungarischer Handballspieler.

## Karriere
Der 1,87 Meter große Torwart trat das erste Mal in der Saison 1998/99 mit dem KC Veszprém in der EHF Champions League in Erscheinung. Mit den Ungarn nahm er in der folgenden Saison erneut an diesem Bewerb teil. Das Bestreiten des Europapokal der Pokalsieger 2001 war sein bisher letzter internationaler Auftritt. Bei diesem konnte er mit der Mannschaft sogar das Viertelfinale erreichen und schied dort gegen die SG Flensburg-Handewitt aus, welche infolge den Bewerb gewinnen konnte. Bis 2013 war der Rechtshänder bei Orosházi FKSE-Linamar unter Vertrag, ehe er nach Österreich zur HSG Raiffeisen Bärnbach/Köflach wechselte. Mit den Steirern musste er in seiner ersten Saison in der Handball Liga Austria bereits um den Abstieg in die Handball Bundesliga Austria spielen, konnte das Duell aber gegen den SC Ferlach gewinnen. Nach der Saison 2018/19 verließ der Torwart die HSG.
Szabó war auch als Beachhandballspieler erfolgreich. Bei den Europameisterschaften 2007 gewann er mit der Ungarischen Beachhandball-Nationalmannschaft der Männer die Silbermedaille, bei den Weltmeisterschaften 2008 wurde er mit Ungarn Fünfter. 2009 gewann er zunächst die Bronzemedaille bei den Europameisterschaften, im weiteren Jahresverlauf auch bei den World Games. Zudem wurde er 2006 mit Letenye BHT ungarischer Meister.